# Bandvingad skogstörnskata
Bandvingad skogstörnskata (Hemipus picatus) är en asiatisk fågel i familjen vangor inom ordningen tättingar.

## Utseende
Bandvingad skogstörnskata är en 15 cm lång, svartvit fågel. Den är mörk ovan med avgränsad svartaktig hjässa, ett vitt vingband och vita ytterkanter på stjärten. Undersidan är gråaktig.

## Läten
Bland lätena hörs ljudliga, ljusa "chir-rup, chir-rup".

## Utbredning och underarter
Bandvingad skogstörnskata delas in i fyra underarter:
- Hemipus picatus capitalis – förekommer från Himalaya till norra Myanmar, sydvästra Kina, norra Thailand och norra Indokina
- Hemipus picatus picatus – förekommer från Indiska subkontinenten till södra Myanmar, södra Thailand och södra Indokina
- Hemipus picatus intermedius – förekommer från Malackahalvön till nordvästra Malaysia, Sumatra och nordöstra Borneo
- Hemipus picatus leggei – förekommer på Sri Lanka

Den är huvudsakligen en stannfågel som häckar i orientaliska regionen men vissa populationer genomför säsongsbundna förflyttningar i höjdled.

### Familjetillhörighet
Släktet har länge flyttats runt mellan olika familjer. Fram tills nyligen placerades arterna istället i familjen skogstörnskator (Tephrodornithidae) med filentomor och släktet Hemipus. Studier visar dock att denna grupp är nära släkt med vangorna och flyttas nu allmänt dit.

## Levnadssätt
Bandvingad skogstörnskata är som namnet avslöjar en skogslevande fågel. Den uppträder i flockar, ofta artblandade, som rör sig genom trädtaket på jakt efter insekter på törnskatemanér.

## Status och hot
Arten har ett stort utbredningsområde och en stor population, men tros minska i antal, dock inte tillräckligt kraftigt för att den ska betraktas som hotad. Internationella naturvårdsunionen IUCN kategoriserar därför arten som livskraftig (LC).

## Bildgalleri

Morfologiska skillnader mellan tre av underarterna
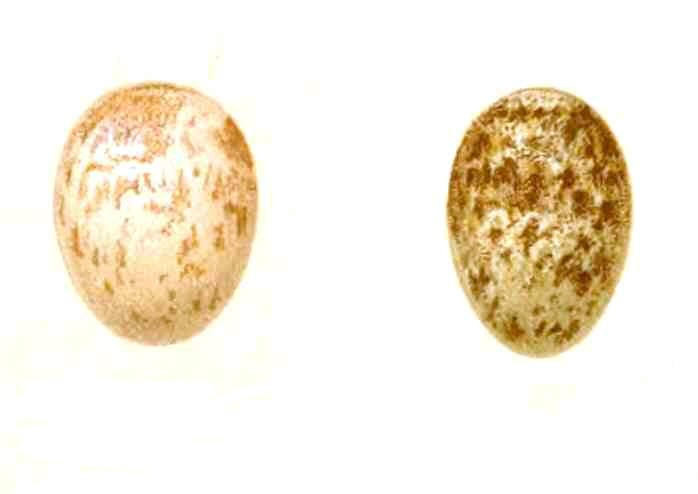
Ägg av capitalis (vänster) och picatus (höger)
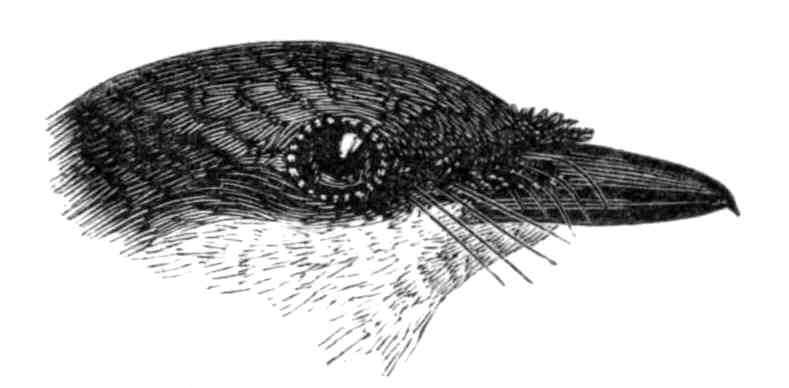
Illustration av dess huvud.